# Кинобизнес сегодня
«Кинобизнес сегодня» — российское профессиональное средство массовой информации, специализирующееся на освещении всех аспектов мировой киноиндустрии. Выходит с периодичностью раз в две недели общим тиражом в 7 тысяч экземпляров в России, СНГ и за рубежом. «Ветераны индустриальной прессы», по выражению Антона Долина. Сотрудники издания нередко выступают в качестве экспертов и аналитиков кино в других авторитетных СМИ.

## История
Предшественники — журналы Film/Video Reporter и «ВидеоМагазин». «Кинобизнес сегодня» основан в 2002 году Александром Семёновым, по словам которого, журнал создавался по образу и подобию популярного американского издания о кино The Hollywood Reporter.

## Премия «Блокбастер»
С 1997 года редакция вручает кинопремию «Блокбастер» за лучшие показатели в отечественном кинотеатральном прокате. Премия присуждается исключительно на основе цифр кассовых сборов в России отечественным и зарубежным кинолентам, продюсерам, а также фирмам-дистрибьюторам. До 2001 года награда именовалась «Призами еженедельника „ВидеоМагазин“».